# 2006年選舉管理法令
《2006年選舉管理法令》（英語：Electoral Administration Act 2006）是英国议会于2006年7月11日通过的一项法令。该法令將參加選舉的候选人最低年龄从21岁降低到18岁；允许爱尔兰共和国公民和某些英联邦居民参加选举；儿童有权陪同父母和看护人进入投票站。